# لوهی
لوهی (به لاتین: Luohe) یک شهر مرکزی در جمهوری خلق چین است که در استان هنان واقع شده‌است.

## خصوصیات
لوهی ۲٬۶۱۷ کیلومترمربع مساحت و ۲٬۵۴۴٬۲۶۶ نفر جمعیت دارد.